# Menuet (roman)
Menuet is een roman van Louis Paul Boon uit 1955 over een arbeider, zijn vrouw en hun dienstmeid.

## Vorm
Een menuet is oorspronkelijk een Franse barokdans in een driedelige maatsoort. Dat driedelige is ook aanwezig in deze roman. Er zijn namelijk drie naamloze hoofdpersonages die elk als ik-verteller optreden in een van de drie delen. Elk deel heeft een titel die verwijst naar het isolement waarin de verteller leeft: De vrieskelders, Mijn planeet en Het eiland. Ze vertellen alle drie hetzelfde verhaal uit hun eigen standpunt.
De opmaak van de bladzijden is ongewoon. Boven het eigenlijke verhaal loopt er een stroom van korte, authentieke krantenberichten mee.

## Inhoud
De drie hoofdpersonages worden nooit bij naam genoemd, maar zijn gebaseerd op bestaande mensen. De arbeider lijkt op Boon zelf; de vrouw op zijn echtgenote Jeanneke Boon-De Wolf; en het dienstmeisje op Marie-Josée Kindermans.

### De vrieskelders
In het eerste deel vertelt de arbeider dat hij een job heeft in de vrieskelders van een bedrijf, waar hij erop toe moet zien dat de temperatuur niet boven het vriespunt komt. Het is geen moeilijk werk, maar je moet wel de koude en het isolement verdragen. Wanneer hij naar huis wandelt, laat hij zijn wellustige blik op enkele tienermeisjes vallen. Thuis ziet hij zijn vrouw en hun minderjarige dienstmeid. Het is duidelijk dat hij de tweede aantrekkelijker vindt. Hij gaat de trap op naar zijn rommelkamertje, waar hij zich bezighoudt met het verzamelen en inplakken van krantenknipsels over de wreedheid van de mens.
Zijn vrouw bevalt van een zoontje, dat hij beschrijft als "een kleine, spartelende puit die de tovenaar gelijk een konijn bij de achterste poten vasthield". 
Na een zware val in de vrieskelders ligt hij thuis in de zetel te revalideren. Het dienstmeisje komt binnen, zet zich naast hem neer en betast hem op intieme plekken. Op dat moment komt zijn vrouw de kamer binnen.

### Mijn planeet
Nu vertelt het meisje haar ervaring van de gebeurtenissen. Haar leeftijd wordt niet genoemd, maar ze gaat nog naar school. Dat schoolgaan staat haar tegen, omdat ze daar volgestopt wordt met zinloze feiten als de afstand van hier tot Parijs. Ze had al eens seksueel contact met een volwassen man, en uit de manier waarop de arbeider naar haar kijkt, leidt ze af dat hij naar haar verlangt.

### Het eiland
Ten slotte komt ook de bedrogen echtgenote aan het woord. In tegenstelling tot haar man heeft zij wel behoefte aan sociaal contact, gelooft ze nog in God en gaat ze wekelijks naar de kerk. Toch voelt ook zij zich geïsoleerd en begint ze soms aan de zin van het leven en het bestaan van God te twijfelen. Er volgt een verrassende wending, want het kind blijkt niet van haar echtgenoot maar van haar zwager te zijn. Wanneer ze haar echtgenoot met de meid betrapt, bedenkt ze dat elk van ons een eiland is en vraagt ze zich af: "Doch wat moet ik nu doen? Leven zoals zij, en wachten tot weer het oerwoud over dit alles heen is gegroeid?"

### Krantenknipsels
De authentieke krantenknipsels bovenaan elke bladzijde gaan over de wreedheid van de mens. In het verhaal verzamelt de arbeider deze knipsels in zijn rommelkamertje. Een voorbeeld:
"Een kannibaal werd enkele dagen geleden aangehouden - het betreft een man die een twaalfjarig kind in huis had gelokt om het in stukken te snijden, de menseneter deed zijn vrouw de stukken braden om ze tijdens het maal op te dienen - te zijner verdediging voert hij aan uit honger te hebben gehandeld."

## Stijl
Deze roman is een voorbeeld van subjectief realisme. Het gaat niet zozeer om de realiteit op zich, maar om de manier waarop de drie personages elk afzonderlijk de realiteit ervaren.
De krantenberichten daarentegen vormen een poging om de gruwelijke realiteit in objectieve bewoordingen te beschrijven.
Het gevoel van zinloosheid, isolement en vervreemding is typerend voor het existentialisme. Het verhaal illustreert het verval van de traditionele moraal.

## Kritiek
De meningen over Menuet waren verdeeld. Sommige recensenten prezen het boek voor zijn hoge literaire kwaliteit. Anderen, vooral uit Vlaams-katholieke hoek, waren niet te spreken over de expliciet seksuele thematiek.
De Nieuwe Gazet: "Menuet is geen lijvig boek, maar wat de auteur beoogde heeft hij in een honderdtal bladzijden zo aangrijpend gebundeld, dat we het toch als een der grootste uit de Vlaamse romankunst moeten beschouwen."
Albert Westerlinck noemde Boon een "onverbeterlijke vuilspuiter die behept was met een ziekelijke en pretentieus-stupide behoefte om te ergeren door viezigheden".
Frans C. de Rover (1975) onderzocht de samenhang tussen de drie hoofdstukken.

## Bewerkingen
Menuet wordt ook soms opgevoerd in een toneelbewerking. Onder anderen Leonard Frank, Walter Moeremans en Tom Van Dyck hebben een versie geregisseerd. Lili Rademakers maakte in 1982 een verfilming van het boek. In 2017 werd er een opera gecreëerd op basis van deze roman door componist Daan Janssens en regisseur Fabrice Murgia